# Seksualiteit bij de oude Romeinen
Dit artikel behandelt de seksualiteit in het Romeinse Rijk tussen ca. 750 v.Chr. en 476 na Chr.

## Huwelijk
Een van de aspecten van een wettig huwelijk bij de Romeinen was, dat daarmee het meisje, de bruid, overging van het gezag van haar vader naar het gezag, oftewel ‘in de hand’ (in manum), van haar echtgenoot.
Tot het jaar 445 v.Chr. was zo’n wettelijk huwelijk echter alleen mogelijk voor patriciërs onderling; dit ceremoniële huwelijk heette confarreatio.
In dat jaar wordt, in de zogenaamde Lex Canuleia van volkstribuun Canuleius, dit huwelijk ook opengesteld voor een patriciër met een plebejer.
Voor plebejers onderling bestond wel, misschien sinds de 6e eeuw v.Chr., een vorm van civielrechtelijk huwelijk genaamd coemptio, maar dit had niet het juridische effect dat de vrouw overging naar de familie (gens) van de echtgenoot. Bovengenoemde wet van Canuleius maakte, dat voortaan de juridische effecten van coemptio gelijk waren aan die van confarreatio.
Een derde vorm van huwelijk was het huwelijk door ‘gewoonte’, ‘usus’. In ongeveer 451 v.Chr. was in de Twaalftafelenwet bepaald dat als man en vrouw een jaar lang zonder onderbreking samenleefden, hun relatie gold als civielrechtelijk huwelijk. Vanaf Lex Canuleia hield dat dus ook in, dat de vrouw dan in de ‘hand’ van de echtgenoot kwam. Wilde de man of de vrouw die juridische consequentie vermijden, dan moesten ze zorgen per jaar drie nachten op rij niet samen te zijn. Het huwelijk was dan wel civielrechtelijk erkend, maar de vrouw vermeed  ‘manus’, oftewel de totale onderworpenheid aan haar echtgenoot.

### Gezinsleven
De Romeinse samenleving was in de vroege keizertijd (ca. 27 v.Chr. – 284 na Chr.) minder dan bij de Grieken een mannenmaatschappij. De vrouw had in het gezin als mater familias bepaald een centrale positie. In het publieke leven trad zij meer naar voren dan bij de Grieken gebruikelijk was. Zij kon echter in het publieke leven geen openbare functie vervullen, openbare functies waren toebedeeld aan de man.

## Buitenechtelijke liefde

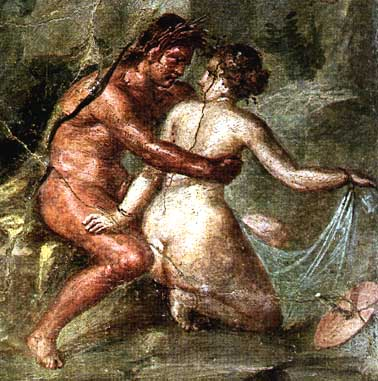
Muurschildering in het ‘House of the Epigrams,’ (huis van de epigrammen) in Pompeï.

Naast huwelijk bestonden er van oudsher vrije, buitenechtelijke seksuele relaties, en die zouden ook altijd blijven voortbestaan.
Vrouwen in Rome met buitenechtelijke sekscontacten waren hetzij slavinnen, hetzij vrijgelatenen, hetzij vrij levende vrouwen uit hogere standen.
Dichters, filosofen, maar ook mannen zoals generaal/politicus/dictator Sulla, en advocaat/politicus Cicero, verkeerden graag met vrije gezellinnen zoals toneelspeelsters, danseressen, harpspeelsters en andere muzikantes.

### Concubinaat
De Romeinen kenden naast het huwelijk het zogenoemde concubinaat. Bij de Romeinen was het concubinaat – anders dan bij de Grieken – slechts toegestaan aan niet-gehuwde mannen. In Rome waren de regels, ook wat het erfrecht van kinderen uit het concubinaat betreft, strenger dan bij de Grieken. Voor soldaten was het in de tijd van Augustus verboden om te huwen. Vandaar dat het concubinaat toen veel voorkwam. Ook was er uitvoerige wetgeving voor met name de kinderen uit het soldatenconcubinaat geboren.

### Homoseksualiteit en pederastie
Pederastie mocht dan weliswaar niet zo breed gedragen zijn als in het oude Griekenland, toch was het net als pedofilie, zij het uitsluitend in de omgang met slaven, ook in het Romeinse Rijk een algemeen aanvaarde praktijk. Het geliefde slavenkind of schandknaapje ('lustknaap') waarmee vrije, voorname mannen toen seksuele betrekkingen hadden, werd een delicium-kind genoemd.

### Prostitutie
Uit de vroegste Romeinse eeuwen zijn geen betrouwbare gegevens bekend over prostitutie of bordelen.
Ongeveer vanaf komediedichter Plautus, rond 200 v.Chr., zijn vermeldingen bekend van bordelen, onder de namen lustrum (= dierenhol) (Plautus), lupanar (= wolvinnenhol) (Juvenalis, Catullus, Petronius) en fornix (= gewelf, boog) (Livius, Horatius, Martialis). De bordeelprostituees waren vermoedelijk vooral slavin, eventueel geroofd of ontvoerd.
Zeker vanaf Plautus is de term meretrix (letterlijk: ‘zij die verdient’) gebruikelijk voor de vrouw die met seks haar brood verdient. Op zeker moment wordt de meretrix wettelijk gedefinieerd als: de vrouw die de kost verdient met haar lichaam. Deze prostituees (maar ook eerbare weduwen die seksueel actief waren) waren wettelijk verplicht zich bij de aedilis als meretrix te laten registreren in een speciaal daarvoor bestemde rol of register. Tegen betaling van een vectigalia meretricum (keizerlijke taks) verleende de aedilis hun dan een licentia stupri, 'een vergunning om ontucht te plegen', met name om zich te prostitueren. Het register vermeldde niet alleen de naam, de geboorteplaats en de leeftijd van de sekswerkster maar ook haar pseudoniem en de maximumtarieven die zij haar klanten mocht aanrekenen. Bedoeling van de registratie (die onomkeerbaar was) was niet zozeer om de schatkist te spijzen maar vooral om te verhinderen dat 'infame' (oneerbare) vrouwen via een relatie of een (verboden) huwelijk met hun klanten konden opklimmen op de sociale ladder.
Buiten de bordelen waren er zelfstandig rondzwervende prostituees, aangeduid met vele namen, zoals: scorta erratica (= ronddwalende geliefden), noctilucae (lichtjes in de nacht), ambulatrices (wandelaarsters), bustiariae (begraafplaatswerksters), diabolariae (tweestuiversmeisjes).

#### Reacties op prostitutie
Citaten die morele oordelen over prostitutie suggereren mogen voor zichzelf spreken:
Plautus, komedie Poenulus (circa 212-184 v.Chr.), proloog, vers 87-90:
“De man die hen ontvoerde (…) verkocht hen, de voedster en de [twee] zusjes, voor contant geld aan een mens – als een leno geldt als mens – zo vervloekt als niemand anders op aarde”.
Cicero zegt, in een pleidooi (Pro Caelio, 56 v.Chr.) voor een jongeman die kennelijk een nogal vrij liefdesleven wordt aangewreven: “Maar als er iemand is die seks met meretrices voor de jeugd als verboden beschouwt, is die persoon wel zeer streng (dat kan ik niet ontkennen), maar staat hij afkerig niet alleen van de vrijheid die men zich tegenwoordig veroorlooft, maar ook van de gewoontes en toegevendheid van onze voorouders. Want wanneer was dat niet gebruikelijk, wanneer werd het afgekeurd, wanneer niet toegestaan, wanneer ten slotte zou dat, wat de mens vrijstaat, hem niét vrijgestaan hebben?”
Horatius bespreekt in sermo (satire) I-2 (35 v.Chr.) de voor- en nadelen van het hebben of najagen van seks met verschillende categorieën vrouwen, en zegt daarin onder meer: “Toen een bekende man uit het bordeel naar buiten kwam deed Cato deze prachtige uitspraak: ‘Gefeliciteerd met uw mannelijk gedrag! Want als walgelijke lusten de aderen doen zwellen is het billijk als jongemannen hierheen komen, en niet de echtgenotes van anderen fijn malen’ ”; “Van [intieme omgang] met danseressen of meretrices lijdt je goede naam meer schade dan je vermogen”.
Seneca de oudere beschrijft in zijn boek Controversiae 2 (37 na Chr.), thema 4, fragmenten uit debatwedstrijden, met in dit geval als fictief debatthema: een meretrix krijgt, samen met een man die verstoten was door zijn vader, een zoontje; vervolgens sterft de jonge vader; vervolgens adopteert die grootvader het kleine jongetje.
Dit debatthema inspireerde diverse van de debatwedstrijddeelnemers tot onder andere deze uitspraken:
- “Hij liep een meretrix[14] tegen het lijf die, naast al haar andere fouten, ook nog vruchtbaar bleek te zijn”[18]
- “Ik vraag jullie, is het niet beter een meretrix te beminnen dan niemand?”[19]
- “Het zou eervoller voor de meretrix geweest zijn als ze de jongen zelf had grootgebracht, dan het was dat ze hem ter wereld bracht”[20]
- “Zijn ze [= de rechters] streng, dan laten ze in het nadeel van hem [= de grootvader] gelden dat hij de zoon van een meretrix opnam; zijn ze toegevend dan rekenen ze hem aan dat hij zijn eigen zoon verstootte”[21]
- “Zal er dus een meretrix naar mijn huis komen? Of, nog schandelijker: zal mijn zoon naar haar toegaan?”[22]
- ”Hij heeft niets misdaan: hij bemint een meretrix; dat is gebruikelijk, hij is jongvolwassen; wacht rustig af, hij zal zich beteren; hij zal een vrouw huwen”[23]

### Slaven en vrijgelatenen
In een debatwedstrijd rond een fictieve situatie waarin een vrijgelatene wordt verweten concubinus (= mannelijke concubine) te zijn geweest van zijn meester, zegt een debatdeelnemer ter verdediging van die vrijgelatene: “zedeloosheid is schandelijk in een vrijgeborene, noodzaak voor een slaaf, dienstvaardigheid voor een vrijgelatene”.
Men moet weliswaar bedenken dat in zulke debatwedstrijden de deelnemers zochten naar de pakkendste, best bekkende oneliner, desnoods ten koste van alle nuance, desalniettemin geeft deze uitspraak ongetwijfeld iets weer van de rolverdeling in de sekseconomie destijds.

## Huwelijks- en seksuele moraal

### Straffen op echtbreuk
Van oudsher kon de getrouwde vrouw die seks had met een ander dan haar echtgenoot door de familieraad ter dood worden veroordeeld, schrijft Dionysius van Halicarnassus. Plutarchus schrijft, dat ze door de echtgenoot verstoten mocht worden.
Een man die met de echtgenote van een ander seks had liep het risico door de beledigde man afgetuigd of gecastreerd te worden, of aan allerlei seksuele vernederingen door de gehele beledigde familie te worden blootgesteld, zo schrijft Valerius Maximus.
Ook Horatius verwijst naar deze gevaren voor de overspelige man.

### Huwelijksmijding
Al vrij vroeg lijkt de Romeinse overheid bezorgd over huwelijksschuwheid van burgers. Censor Metellus Numidicus houdt in 131 v.Chr. of 102 v.Chr. een toespraak om burgers aan te sporen tot trouwen: “Als we zonder echtgenote zouden kunnen, burgers van Rome, zouden we vrij zijn van al die ergernissen. Maar nu de natuur het zo heeft ingericht dat we niet probleemloos mét hen, maar ook op geen enkele manier zónder hen kunnen leven, is het raadzaam dat we ons duurzame welzijn zwaarder laten wegen dan het kortstondige genot”.
Sommige aanwezigen oordeelden dat dit geen aanmoediging, maar juist ontmoediging van het huwelijk was. Toehoorder Titus Castricus daarentegen verdedigde de toespraak, zeggende: juist door eerst die alledaagse ergernissen te erkennen die allen bekend voorkomen kan Metellus des te geloofwaardiger het publiek voorhouden dat de staat niet veilig kan voortbestaan zonder talrijkheid van huwelijken.
De burgeroorlogen en algehele beroering en onbestendigheid van de eerste eeuw voor Chr. leiden tot bevolkingsafname, en toename van ongehuwdheid en kinderloosheid.
Cicero, politicus en filosoof, schrijft rond 50 v.Chr.: “De censors moeten ongehuwd-zijn tegengaan; het gedrag van het volk in goede banen leiden”. Diezelfde Cicero ziet echter ook wel nadelen in sommige huwelijken: “Is hij vrij die door een vrouw gecommandeerd wordt? Die door haar wetten opgelegd en voorgeschreven krijgt, die door haar, naar haar luimen, dingen worden bevolen en verboden?”
Octavianus, vanaf 31 v.Chr. alleenheerser, wil de bevolkingsgroei, met name de geboorteaantallen in de hogere standen, bevorderen met wetten.
In 28 v.Chr. overweegt hij een wet die hoge boetes stelt op vrijgezel-blijven. Na hevige protesten wordt de wet afgezwakt.
Hierop reageert Propertius, die een relatie heeft met Cynthia met wie hij vermoedelijk niet kan trouwen, opgelucht, en hij geeft aan wat volgens hem de reden is voor Octavianus’ huwelijkspolitiek:
“Je zult je zeker verheugd hebben, Cynthia, dat de wet werd ingetrokken die we lang hebben beweend, omdat hij ons zou kunnen scheiden (…) Moet ik zoons leveren voor een triomf over de Parthen? Uit ons bloed zal geen soldaat voortkomen.”

### Wettelijke maatregelen
Augustus 
Tussen 19 v.Chr. en 9 na Chr. vaardigt Octavianus, inmiddels Augustus geheten, een wet uit tegen buitenechtelijke seks tussen een vrijgeboren man en vrouw, kennelijk ter bevordering van het huwelijk.
De Digesta stellen dat deze Lex Iulia de adulteriis coercendis ‘stuprum’ en ‘adulterium’ wil tegengaan. ‘Adulterium’ is seks tussen een getrouwde vrouw en een ander dan haar echtgenoot; ‘stuprum’ is seks met een ‘virgo’, dus meisje of jonge vrouw, of met een ‘vidua’, dus ongetrouwde vrouw.
Iedereen kon de aanklacht indienen; daarmee was huwelijksontrouw niet langer alleen een privé-kwestie, maar ook een officieel misdrijf. Als straf dreigde verbanning.
Andere wetten in deze periode stelden straffen op ongehuwd blijven boven een bepaalde leeftijd, en op kinderloos blijven van gehuwden. De bestraffing was verbod op ontvangen van erfenissen of ontzegging van de toegang tot de sportwedstrijden.
Deze wetten leidden tot flink wat pesterige aanklachten van beroepsaanbrengers, maar werden succesvol ontdoken met schijnhuwelijken en andere trucs, hadden dus weinig effect, en raakten snel in onbruik, werden echter nooit ingetrokken.
Tiberius
In 19 na Chr., tijdens de regering van keizer Tiberius, “werd door strenge wetten van de senaat de zinnelijke begeerte van vrouwen beteugeld, en bepaald dat iemand wiens grootvader, vader of echtgenoot ridder was, niet de kost zou verdienen met zijn/haar lichaam”.
Domitianus
Keizer Domitianus, regerend van 81 tot 96 na Chr., “nam de taak op zich, de manieren van het volk te verbeteren, (…) hij verbood onfatsoenlijke vrouwen het gebruik van draagstoelen en het recht om legaten en erfenissen te ontvangen”.

### Stoa
De filosofische stroming Stoa, vermoedelijk vrij populair in het Romeinse Rijk, was gematigd tegenstander van seks buiten het huwelijk, getuige deze uitspraak van Epictetus (levend ongeveer van 50 na Chr. tot 138 na Chr.):
"Wat zinnelijke liefde aangaat, onthoud u daarvan voor het huwelijk voor zover u kunt. En wie daar toch aan toegeeft, moet alleen gebruikmaken van omstandigheden die wettig zijn."

### Christendom
Zeker vanaf de jaren 111-120 na Chr. is in het Romeinse Rijk sprake van “christenen”.
Christendom legt vanaf het begin veel nadruk op ‘seksuele zuiverheid’ (zie ook: Seksualiteit in de vroegchristelijke kerk; Relatie tussen christendom en prostitutie), en wijkt daarin feitelijk weinig af van de seksualiteitswetten die keizer Augustus had ingevoerd (zie vorige paragraaf).
In 380 wordt christendom tot staatsgodsdienst in het Romeinse Rijk.
Vermoedelijk is vanaf dat moment de zedelijkheidswetgeving gebaseerd op christelijke ideeën.
In 395 valt het rijk uiteen in een westelijk en een oostelijk deel; het westelijk deel gaat ten onder in 476.